# Charcot-Marie-Toothova bolest
Charcot–Marie–Toothova bolest (CMT), poznata i pod imenima Charcot–Marie–Toothova neuropatija jedna je od najčešćih nasljedih neuroloških bolesti i obuhvaća klinički i genetski vrlo heterogenu skupinu nasljednih neuropatija.
pmp2
Karakterizirana je progresivnim gubitkom mišićnoga tkiva i taktilnog osjeta različith dijelova tijela. Trenutačno neizlječiva, ova je bolest jedna od naučestalijih nasljednih neuroloških bolesti koja zahvaća približno 1 od 2500 ljudi što je jednako otprilike 23 000 oboljelih u Ujedinjenom Kraljevstvu i 125 000 oboljelih u SAD-u.
CMT je prije bila klasificirana kao podtip mišićne distrofije.

## Znakovi i simptomi
Klinička slika očituje se zahvaćanjem distalne muskulature uz progresivni razvoj hipotrofije, arefleksije te deformacije stopala i razvojem skolioze te kasnije motoričkim hendikepom, odnosno nepokretnošću.
Simptomi CMT-a obično počinju u kasnom djetinjstvu ili ranoj odrasloj dobi no u nekih se ljudi simptomi ne pojavljuju prije ranih tridesetih ili četrdesetih. Najčešće, prvotni je simptom viseće stopalo koje se javlja već u ranoj fazi bolesti, koje također može uzrokovati kandžasti prst, kada su prsti uvijek savijeni. Propadanje mišićnoga tkiva na donjim dijelovima nogu mogu dovesti do pojave noge poput rodine ili pojave kada noge nalikuju na bocu okrenutu naopako. Slabost u šakama i podlakticama pojavljuje se kod mnogih oboljelih kako bolest napreduje.
Manjak osjeta dodira u stopalima, gležnjevima, nogama kao i u šakama i rukama može biti svojstvo mnogih tipova bolesti. Rani i kasni oblici napadaja javljaju se s „on“ i „off“ bolnim spastičnim mišićnim kontrakcijama koje mogu onemogućavati osobu kako bolest napreduje. Stopala s visokim svodom (pes cavus) klasično se povezuju s poremećajem. Dok su osjetni i proprioceptivni živci u rukama i nogama često oštećeni, živci za prenošenje bolnih podražaja su očuvani. Pretjerana aktivnost zahvaćene ruke ili uda može potaknuti i aktivirati simptome uključujući i tupost, spazam, i bolno grčenje.
Napredovanje bolesti i njezini simptomi mogu varirati. Kod nekih se javljaju poteškoće kod disanja, kao i kod vida, sluha ili oštećenje vratne i ramene muskulature. Česta je skolioza. Kukovi mogu biti deformirani. Gastrointestinalne smetnje mogu biti dio CMT kao i žvakanje, gutanje i govor (zbog atrofije glasnica). Tremor se može razviti kao posljedica raspada mišića. Poznato je da trudnoća može pogoršati CMT, kao i jak emocionalni stres. Pacijenti s CMT-om morali bi izbjegavati razdoblja produžene imobilizacije kao npr. kad se oporavljaju od sekundarne ozljede jer produžena imobilizacija ili smanjenje pokreta mogu drastično ubrzati razvoj simptoma CMT.
Neuropatska je bol čest simptom CMT-a, iako, kao i kod ostalih simptoma CMT-a, prisutnost boli očituje se različito od slučaja do slučaja. U nekih ljudi bol može biti značajna do ozbiljna i može remetiti svakodnevne životne aktivnosti. Međutim bol nije prisutna kod svih oboljelih od CMT-a. Kada je kao simptom CMT-a bol prisutna, tada je ona usporediva s onom koja se može javiti u ostalim perifernim neuropatijama, između ostalih u postherpetičkoj neuralgiji i kompleksnom regionalnom bolnom sindromu.

## Etiologija
Uzrok Charcot-Marie-Toothova bolesti je mutacija koja uzrokuje defekte u živčanim proteinima. Živčani se signali prevode preko aksona s mijelinskom ovojnicom koja ih oblaže. Većna mutacija u CMT bolesti pogađa mijelinsku ovojnicu, ali neke pogađaju i aksone.
Jedan od najčešćih uzroka CMT (70-80 % slučajeva) duplikacija je velike regije na kromosomu 17p12 koja uključuje gene PMP22.  Neke mutacije pogađaju gen MFN2 koji kodira mitohondrijski protein. Stanice sadrže odvojene setove gena u svojoj jezgri i u svojim mitohondrijima. U živčanim stanicama mitohondriji putuju cijelom dužinom aksona. U nekim oblicima CMT, mutirani MFN2 uzrokuje formiranje mitohondrija u velike nakupine ili ugruške koji se ne mogu kretati duž aksona prema sinapsama. Zbog toga su sinapse onemogućene u svome funkcioniranju.
CMT se može podijeliti u primarne demijelinizacijske neuropatije (CMT 1, CMT3 i CMT4) i primarne aksonalne neuropatije (CMT2) s čestim preklapanjima. Još jedna stanica umješana u bolest je Schwannova stanica, koja stvara mijelinsku ovojnicu omotavajući svoju membranu oko aksona te stvarajući strukturu koja se gdjekad opisuje kao švicarska štrudla.
Neuroni, Schwannove stanice i fibroblasti zajedno sudjeluju u pravilnom funkcioniranju živca. Schwannove stanice izmjenjuju molekularne signale koje reguliraju diferencijaciju i životne cikluse s neuronima. Ovi signali su poremećeni u CMT.
Demijelinizacijske Schwannove stanice dovode do abnormalne strukture i funkcije aksona. Mogu dovesti do aksonalne degeneracije, ili jednostavno uzrokovati aksonalnu disfunkciju.
Zahvaljujući mijelinskoj ovojnici živčana vlakna brže provode živčane impulse. Ako je mijelinska ovojnica oštećena, prijenos signala je sporiji. To se može i izmjeriti uobičajenim neurološkim testom, elektromiografijom. Kada je akson oštećen dolazi do smanjenog ukupnog potencijala mišićne akcije (CMAP- Compound Muscle Action Potential.

## Dijagnoza
Dijagnoza CMT bolesti postavlja se na temelju simptoma, mjerenja brzine živčanog impulsa (elektromiografija), biopsije živca ili na temelju DNK analize. DNK analiza služi za dobivanje definitivne dijagnoze, ali svi genetski markeri za CMT do sada nisu poznati. Na CMT se najprije posumnja kod osoba kod kojih se javi slabost u donjem dijelu nogu i deformiteti stopala kao što su viseće stopalo, čekićasti prsti i visoki lukovi tabana. Izolirani znakovi ne vode konačnoj dijagnozi. Pacijent se upućuje neurologu ili na fizikalnu medicinu i rehabilitaciju s fizijatrom.
Da bi se vidjeli znakovi mišićne slabosti neurolog će zamoliti pacijenta da hoda na petama ili da se opire dijelom noge o nešto. Da bi dokazao gubitak osjeta neurolog će testirati duboke tetivne reflekse kao što je refleks koljena, koji je smanjen ili odsutan ako se radi o CMT. Liječnik će također uzeti i obiteljsku anamnezu jer je CMT nasljedna bolest. Negativna obiteljska anamneza ne isključuje CMT ali upućuje na mogućnost drugih uzroka neuropatije kao što je šećerna bolest ili izloženost određenim kemikalijama ili lijekovima.
CMT je 2010. bila jedna od prvih bolesti u kojoj je genetski uzrok određenog pacijenta precizno određen sekvenciranjem cijelog genoma oboljelog.  Do toga su došli znanstvenici iz udruge Charcot Marie Tooth (CMTA). 
Pronađene su dvije mutacije na genu SH3TC2 koje uzrokuju CMT. Uspoređen je defektni genom pacijenta s genomima njegove majke, oca i sedam braće i sestara s ili bez bolesti. I otac i majka su imali po jednu mutiranu kopiju ovog gena i razvili su blage ili nikakve siptome. Potomci koji su nasljedili dva mutirana gena su svi oboljeli. Sekvenciranje genoma prvog pacijenta koštalo je 50 000 dolara ali znanstvenici procjenjuju da će metoda postati uobičajena i koštati 5 000 dolara.

## Podjela
CMT je rezultat genetske mutacije u broju gena. Na temelju oštećenog gena, CMT se može podijeliti na tipove i podtipove.
Potrebno je napomenuti da ponekad kod nekih pacijenata s dijagnosticiranom CMT može postojati kombinacija bilo kojih od gore nabrojanih genskih mutacija. U ovim slučajevima precizna klasifikacija može biti i proizvoljna.

## Liječenje
Iako za sada ne postoji neki standardizirani tretman, predložena je uporaba askorbinske kiseline koja se pokazala djelotvorna na životinjskim modelima.
Učinak visokih doza askorbinske kiseline (vitamina C) u liječenju oboljelih od CMT tipa 1A klinički se istražuje. Rezultat studije na djeci pokazao je da je unos velikih doza askorbinske kiseline siguran ali krajnja učinkovitost nije dokazana. 
U studiji objavljenoj u časopisu Science 2010. godine opisano je kako su znanstvenici identificirali proteine koji kontroliraju debljinu mijelinske ovojnice. Ovo bi otkriće trebalo utrti put novom pristupu u liječenju bolesti narednih godina.
Najvažnije za pacijente s CMT-om je da održavaju mišićnu snagu, pokretljivost i fleksibilnost koju posjeduju. Stoga se proporučuje fizikalna terapija i umjerena aktivnost, uz izbjegavanje pretjerane aktivnosti i napora. Fizioterapeut bi trebao kreirati program prema individualnim sposobnostima pacijenta. Uporaba proteza i sličnih pomagala može pomoći pri problemima uzrokovanim CMT. Kod oštećenog hoda koriste se gležanj-stopalo ili AFO (ankle-foot orthoses) artikulirane  (zglobne) ili neartikulirane proteze. One potpomažu stabilnost noge i balans pacijenta. Odgovarajuća obuća također je važna kod ovih bolesnika koji zbog visokog svoda tabana i čekićastih prstiju imaju problema s pronalaženjem odgovarajućih modela. Zbog deformiteta i destabilizacije stopala pacijenti se mogu podvrgnuti i operaciji kojom se pokušavaju izravnati prsti, smanjiti luk svoda stopala a ponekad se pristupi i spajanju skočnog zgloba da bi se osigurala stabilnost. 
Lomovi i frakture oboljelih od bilo koje kronične bolesti sporije zarastaju stoga pacijenti strogo trebaju izbjegavati padove i druge ozljede. Posljedično kao rezultat neaktivnosti dolazi do pogoršanja same CMT bolesti. 
Udruga Charcot Marie Tooth ocijenila je kemoterapeutik vinkristin kao lijek visokog rizika i drži da je „vinkristin dokazano štetan te bi ga trebali izbjegavati svi oboljeli od CMT uključujući i bolesnike bez simptoma“."
Postoji i nekoliko kirurških zahvata kojima se može poboljšati fizička kondicija.

## Povijest
Godine 1886. Jean-Martin Charcot i njegov student Pierre Marie objavili su prvi opis distalne mišićne slabosti i nazvali je peronealna mišićna distrofija. Howard Henry Tooth opisao je istu bolest 1886. godine nazvavši je peronealna progresivna mišićna atrofija.

## Vanjske poveznice
- GeneReviews/NIH/NCBI/UW entry on Charcot-Marie-Tooth Hereditary Neuropathy Overview
- GeneReviews/NCBI/NIH/UW entry on Charcot-Marie-Tooth Neuropathy Type 1
- GeneReviews/NIH/NCBI/UW entry on Charcot-Marie-Tooth Neuropathy X Type 5
- OMIM entries on on Charcot-Marie-Tooth Neuropathy X Type 5
- GeneReviews/NCBI/NIH/UW entry on Charcot-Marie-Tooth Neuropathy X Type 1

|  | Molimo pročitajte upozorenje o korištenju medicinskih informacija. Ne provodite liječenje bez savjetovanja s liječnikom! |